# 天津市卫生健康委员会
天津市卫生健康委员会是中华人民共和国天津市人民政府主管卫生工作的组成部門，前身为天津市公共卫生局、天津市卫生局、天津市人口和计划生育委员会、天津市卫生和计划生育委员会。

## 内设机构
- 巡察组
- 巡查工作办公室
- 机关党委办公室(与离退休干部处合署办公)
- 办公室（卫生应急办公室）
- 人事处
- 规划发展与后勤管理处
- 信息化管理处
- 爱国卫生管理处
- 财务审计处
- 法规处(执法监督处)
- 医改综合处
- 疾病预防控制处(食品安全标准与监测处)
- 医政医管处(药政处)
- 基层卫生健康处
- 综合保障处
- 科技教育处
- 综合监督处
- 老龄健康处
- 妇幼健康处
- 职业健康处
- 统战处
- 纪检监察室
- 老干部处
- 工会
- 机关党委[1]